# Jana (keresztnév)
A Jana a János cseh, lengyel, holland Jan változatának a női párja.

## Rokon nevek
- Janina:[1] a Jana továbbképzése, főleg Lengyelországban használatos név.[2]

## Gyakorisága
Az 1990-es években a Jana és a Janina szórványos név, a 2000-es években nem szerepelnek a 100 leggyakoribb női név között.

## Névnapok
Jana
- május 24.[2]
- május 30.[2]

Janina
- január 16.[2]
- március 28.[2]
- május 30.[2]

## Híres Janák, Janinák
- Jana Knedlíková cseh kézilabdázó
- Jana Novotná szlovák teniszező
- Jana Uszkova orosz kézilabdázó
- Yanina Wickmayer belga teniszező